# ویست‌لند ۳
ویست‌لند ۳ (انگلیسی: Wasteland 3) یک بازی ویدئویی در سبک نقش‌آفرینی است. این بازی دنباله طبیعت وحش ۲ (۲۰۱۴) خواهد بود و در ۲۸ اوت ۲۰۲۰ برای پلت‌فرم‌های مک‌اواس، مایکروسافت ویندوز، ایکس‌باکس وان، پلی‌استیشن ۴، و لینوکس منتشر شد.
داستان این نسخه روایت‌گر ماجراجویی آخرین بازمانده گروه تیم نومبر است که یک گروه رنجر به حساب می‌آید.

## گیم‌پلی
ویست‌لند ۳ یک بازی نقش‌آفرینی با نبردهای نوبتی تیمی به حساب می‌آید. دوربین بازی که در حالت ایزومتریک طراحی شده تا بازیکن دید مناسب و خوبی به اطراف داشته باشد و اعضای تیم خود را باتوجه به ویژگی و کارایی که دارند، در میدان نبرد هدایت کند.